# 圣罗曼德伯内
圣罗曼德伯内（法語：Saint-Romain-de-Benet，法語發音：[sɛ̃ ʁɔmɛ̃ də bənɛ]）是法国滨海夏朗德省的一个市镇，位于该省西南部，属于桑特区。

## 地理
圣罗曼德伯内（45°41'30"N, 0°50'51"W）面积32.78 平方千米，位于法国新阿基坦大区滨海夏朗德省，该省份为法国西部滨海省份，北起旺代省，西临大西洋，南至吉倫特省，东南接多爾多涅省，东北接德塞夫勒省接壤，东临夏朗德省。
与圣罗曼德伯内接壤的市镇（或旧市镇、城区）包括：巴朗扎克、勒谢、科尔姆埃克吕斯、科尔姆鲁瓦亚勒、默尔萨克、皮萨尼、萨布隆索、索容、泰扎克。

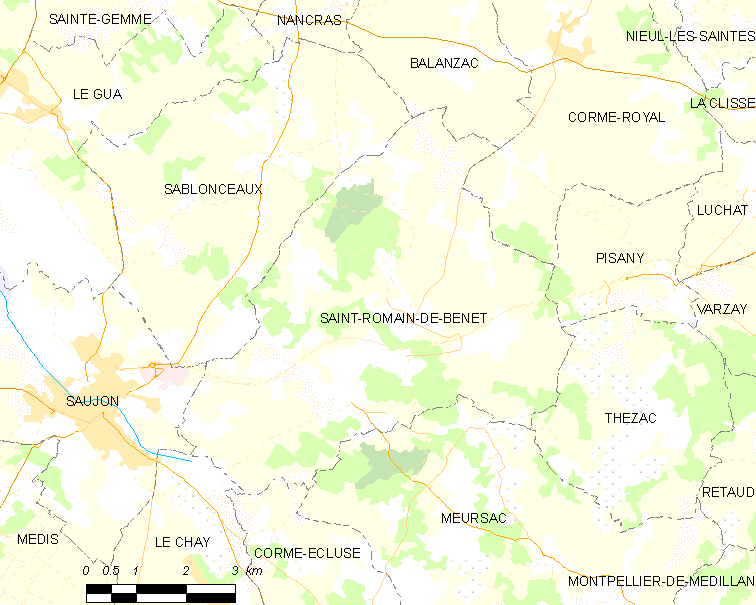
圣罗曼德伯内的OSM定位图

圣罗曼德伯内的时区为UTC+01:00、UTC+02:00（夏令时）。

## 行政
圣罗曼德伯内的邮政编码为17600，INSEE市镇编码为17393。

## 政治
圣罗曼德伯内所属的省级选区为索容县。

## 人口

1962-2008年间圣罗曼德伯内人口变化图示

圣罗曼德伯内于2022年1月1日时的人口数量为1777人。